# Степановская волость (Сумский уезд)
Степановская волость — административно-территориальная единица Сумского уезда Харьковской губернии в составе Российской империи. Административный центр — село Степановка.
В состав волости входило 629 дворов в 15-и поселениях 10-и сельских общин.
В 1885 году в волости проживало 2015 человек мужского пола и 2121 — женского. Крупнейшие поселения волости по состоянию на 1914 год:
- село Степановка — 3456 жителей;
- село Подлесновка — 1391 житель.

Старшиной волости являлся Фома Кузьмич Шевченко, волостным писарем был Павел Сильвестрович Трощий, председателем волостного суда — Исай Васильевич Болим.